# Комолонг, Кусуга
Кусуга Комолонг (англ. Kusuga Komolong; 23 июня 1998, Лаэ, Папуа — Новая Гвинея) — папуанский футболист, вратарь клуба «Маданг» и сборной Папуа — Новой Гвинеи.

## Биография

### Клубная карьера
С 2016 выступает за клуб чемпионата Папуа — Новой Гвинеи «Маданг».

### Карьера в сборной
Дебютировал за сборную Папуа — Новой Гвинеи 23 марта 2017 года в матче отборочного раунда Чемпионата мира 2018 против сборной Таити, выйдя на замену 90+5 минуте матча вместо получившего травму Роналда Варисана.

## Семья
Имеет двух старших братьев Алвина (р. 1994) и Феликса (р. 1997), которые также являются футболистами и выступают за сборную Папуа — Новой Гвинеи.